# 623-й козачий батальйон
623-й козачий батальйон (нім. Kosaken Bataillon 623, рос. 623-й казачий батальон) — військовий підрозділ Вермахту періоду Другої світової війни, що складався переважно з козаків.

## Історія
У таборі утримання полонених козаків під Шепетівкою у серпні 1942 було сформовано 6-й зведений козачий полк. Його ІІ-й батальйон у листопаді-грудні реорганізували у 623-й козачий батальйон під командуванням майора Бреннера. Батальйон складався з п'яти рот. Його ввели до 703-го полку (східного) особливого призначення (переформатований згодом у 750-й Козачий полк спеціального призначення). Батальйон контролював тили 3-ї танкової армії групи «Центр» і у грудні 1942 — січні 1943 вони в районі Вязьми-Дорогобужа боролись з партизанами. З березня 1943 батальйон протидіяв партизанам в районі Вітебськ-Полоцьк.
З травня 1943 батальйон передали до 201-ї охоронної дивізії (нім. 201. Sicherungs-Division) генерала Альфреда Якобі. Влітку його повернули до 750-й Козачого полку спеціального призначення. У жовтні 1943 батальйон перевели до південної Франції для захисту узбережжя Біскайської затоки, де підпорядкували 708-й дивізії народних гренадерів 1-й армії Вермахту. 19 квітня 1944 його реорганізували у ІІ батальйон 360-го гренадерського козачого полку. Їх використовували для боротьби з рухом опору. Батальйон передали у вересні 1944 до 5-го добровольчого кадрового полку Добровольчої кадрової дивізії. У лютому 1945 батальйон передали новосформованій 3-й Козачій бригаді пластунській полковника Івана Кононова 15-го козачого кавалерійського корпусу СС.